# Press On
Press On è un album in studio della cantante June Carter Cash, pubblicato nel 1999.

## Tracce
1. Diamonds in the Rough
2. Ring of Fire
3. Far Side Banks of Jordan
4. Losin' You
5. Gatsby's Restaurant
6. Wing of Angels
7. The L&N Don't Stop Here Anymore
8. Once Before I Die
9. I Used to Be Somebody
10. Tall Lover Man
11. Tiffany Anastasia Lowe
12. Meeting in the Air
13. Will the Circle Be Unbroken?